# Discografia di Mata
La discografia di Mata, rapper polacco, è costituita da quattro album in studio, tre EP, oltre trenta singoli e dieci video musicali.

## Album in studio
| Anno | Titolo e dettagli | Classifiche | Certificazioni      |
| Anno | Titolo e dettagli | POL         | Certificazioni      |
| ---- | --- | ----------- | ------------------- |
| 2019 | 100 dni do matury - Pubblicato: 17 gennaio 2020 - Etichetta: SBM - Formato: CD, 2 LP, download digitale, streaming                     | 1           | - POL: Diamante     |
| 2021 | Młody Matczak - Pubblicato: 1º ottobre 2021 - Etichetta: SBM - Formato: CD, 2 LP, download digitale, streaming                         | 1           | - POL: Diamante (2) |
| 2023 | <33 - Pubblicato: 8 settembre 2023 - Etichetta: SBM - Formato: CD, LP, download digitale, streaming                                    | 1           | - POL: Oro          |
| 2025 | 2039: Złote piaski - Pubblicato: 14 agosto 2025 - Etichetta: Sony Entertainment Poland - Formato: CD, LP, download digitale, streaming | TBA         |                     |

## Extended play
| Anno | Titolo e dettagli |
| ---- | --- |
| 2020 | Fumar Mata - Pubblicato: 17 gennaio 2020 - Etichetta: SBM - Formato: CD                                                      |
| 2021 | 100 dni po maturze - Pubblicato: 1º ottobre 2021 - Etichetta: SBM - Formato: CD                                              |
| 2023 | 2038: Warszawa - Pubblicato: 29 dicembre 2023 - Etichetta: Sony Entertainment Poland - Formato: Download digitale, streaming |

## Singoli
| Anno                                                         | Titolo                                                           | Classifiche | Certificazioni      | Album di provenienza   |
| Anno                                                         | Titolo                                                           | POL         | Certificazioni      | Album di provenienza   |
| ------------------------------------------------------------ | ---------------------------------------------------------------- | ----------- | ------------------- | ---------------------- |
| 2019                                                         | Brum brum                                                        | —           |                     | Maffija jest na zawsze |
| 2019                                                         | Biblioteka trap                                                  | —           | - POL: Platino (2)  | 100 dni do matury      |
| 2019                                                         | Prawy do lewego                                                  | —           | - POL: Platino      | 100 dni do matury      |
| 2019                                                         | Schodki                                                          | 47          | - POL: Diamante     | 100 dni do matury      |
| 2019                                                         | Mata Montana                                                     | —           | - POL: Platino (2)  | 100 dni do matury      |
| 2019                                                         | Patointeligencja                                                 | —           | - POL: Diamante     | 100 dni do matury      |
| 2020                                                         | PDW (con Białas e Deemz)                                         | —           | - POL: Platino (2)  | /                      |
| 2020                                                         | Aromatyczne przyprawy (con Żabson)                               | —           | - POL: Platino      | /                      |
| 2021                                                         | Patoreakcja                                                      | —           | - POL: Diamante     | Młody Matczak          |
| 2021                                                         | Kiss Cam (podryw roku)                                           | 37          | - POL: Diamante (2) | Młody Matczak          |
| 2021                                                         | La la la (oh oh) (feat. White 2115)                              | —           | - POL: Platino (3)  | Młody Matczak          |
| 2021                                                         | Skute Bobo (come Skute Bobo)                                     | —           | - POL: Platino (2)  | Młody Matczak          |
| 2021                                                         | Papuga (feat. Quebonafide & Malik Montana)                       | —           | - POL: Diamante     | Młody Matczak          |
| 2021                                                         | Szmata                                                           | —           | - POL: Platino (4)  | Młody Matczak          |
| 2021                                                         | Szafir                                                           | —           | - POL: Diamante     | Młody Matczak          |
| 2021                                                         | MC                                                               | —           | - POL: Platino      | Młody Matczak          |
| 2022                                                         | Patoprohibicja (28.01.2022)                                      | —           | - POL: Platino (2)  | /                      |
| 2022                                                         | Jestem pojebany                                                  | —           | - POL: Platino (2)  | /                      |
| 2022                                                         | </3 + :(                                                         | —           |                     | /                      |
| 2023                                                         | Młody Paderewski                                                 | 2           | - POL: Platino      | /                      |
| 2023                                                         | 2 izoteki                                                        | 3           | - POL: Platino      | /                      |
| 2023                                                         | M                                                                | 70          |                     | <33                    |
| 2023                                                         | Owoce 33 (con Fukaj e Charlie Moncler)                           | 7           |                     | Preludium              |
| 2023                                                         | Inny świat (con Wowo e Dobry Dzieciak)                           | 39          | - POL: Oro          | Uwolnić bonusa         |
| 2023                                                         | Kryształowa kula                                                 | 52          |                     | <33                    |
| 2023                                                         | Blicky (con Beteo)                                               | 23          |                     | /                      |
| 2023                                                         | Płyta nie siada                                                  | 30          |                     | <33                    |
| 2023                                                         | Jesteś pojebana                                                  | 17          |                     | <33                    |
| 2023                                                         | Giewont                                                          | 7           |                     | /                      |
| 2024                                                         | Cash Ready (con Tommy Cash e Jeleel!)                            | 24          |                     | CBW Mixtape 2          |
| 2024                                                         | 1 na 100 (con White 2115)                                        | 1           | - POL: Platino (2)  | Rockst4r               |
| 2024                                                         | Falochrony (con Roxie Węgiel)                                    | 2           | - POL: Platino (2)  | 2039: Złote piaski     |
| 2024                                                         | Lloret de Mar                                                    | 1           | - POL: Platino (3)  | /                      |
| 2024                                                         | Heavy (come Polak GBP)                                           | 44          |                     | /                      |
| 2025                                                         | Intro + Up! Up! Up!                                              | —           |                     | /                      |
| 2025                                                         | Nienawidzę być w klubie (con Gombao 33, Wyguś, Tadeo e Szczepan) | 3           |                     | /                      |
| 2025                                                         | Niebo (con Jan-Rapowanie e Shdøw)                                | 80          |                     | /                      |
| 2025                                                         | To tylko wiosna (con Maryla Rodowicz)                            | 2           |                     | /                      |
| "—" indica una pubblicazione non classificata in quel paese. |                                                                  |             |                     |                        |

## Altri brani entrati in classifica o certificati
| Anno                                                         | Titolo                                 | Classifiche | Certificazioni     | Album di provenienza |
| Anno                                                         | Titolo                                 | POL         | Certificazioni     | Album di provenienza |
| ------------------------------------------------------------ | -------------------------------------- | ----------- | ------------------ | -------------------- |
| 2019                                                         | Piszę to na matmie                     | —           | - POL: Platino     | 100 dni do matury    |
| 2019                                                         | Homo ludens                            | —           | - POL: Oro         | 100 dni do matury    |
| 2019                                                         | Tango                                  | —           | - POL: Platino     | 100 dni do matury    |
| 2019                                                         | Żółte flamastry i grube katechetki     | —           | - POL: Platino (3) | 100 dni do matury    |
| 2019                                                         | Lezore                                 | —           | - POL: Oro         | 100 dni do matury    |
| 2019                                                         | Wino sangrita (s01e01)                 | —           | - POL: Oro         | 100 dni do matury    |
| 2019                                                         | Nero                                   | —           | - POL: Oro         | 100 dni do matury    |
| 2019                                                         | Gombao 33                              | —           | - POL: Platino (4) | 100 dni do matury    |
| 2019                                                         | 100 dni do matury                      | —           | - POL: Platino (3) | 100 dni do matury    |
| 2021                                                         | Ikea (intro)                           | —           | - POL: Oro         | Młody Matczak        |
| 2021                                                         | Blok (feat. Gombao 33)                 | —           | - POL: Platino (2) | Młody Matczak        |
| 2021                                                         | Nasza klasa ale to drill (feat. Popek) | —           | - POL: Platino     | Młody Matczak        |
| 2021                                                         | 2001                                   | —           | - POL: Platino     | Młody Matczak        |
| 2021                                                         | Faka                                   | —           | - POL: Platino     | Młody Matczak        |
| 2021                                                         | Kurtz (feat. Taco Hemingway)           | —           | - POL: Platino     | Młody Matczak        |
| 2021                                                         | 67-410                                 | —           | - POL: Oro         | Młody Matczak        |
| 2021                                                         | 15,2 (Freestyle)                       | —           | - POL: Oro         | Młody Matczak        |
| 2021                                                         | Młody Bachor (outro)                   | —           | - POL: Platino     | Młody Matczak        |
| 2022                                                         | </3                                    | —           | - POL: Platino     | </3 + :(             |
| 2022                                                         | :(                                     | —           | - POL: Oro         | </3 + :(             |
| 2023                                                         | Elektryczne krzesło                    | 78          |                    | <33                  |
| 2023                                                         | W głowie od pieniędzy się pierdoli     | 59          |                    | <33                  |
| 2023                                                         | Tired of Love                          | 31          |                    | <33                  |
| 2023                                                         | Różowe Osh33                           | 53          |                    | <33                  |
| 2025                                                         | Intro                                  | 16          |                    | Intro + Up! Up! Up!  |
| 2025                                                         | Up! Up! Up!                            | 1           |                    | Intro + Up! Up! Up!  |
| 2025                                                         | 14 lutego (con la CBW)                 | 89          |                    | UTC +1:00            |
| "—" indica una pubblicazione non classificata in quel paese. |                                        |             |                    |                      |

## Video musicali
| Anno | Titolo                                | Regista                                     |
| ---- | ------------------------------------- | ------------------------------------------- |
| 2021 | Patoreakcja                           | —                                           |
| 2022 | Patoprohibicja (28.01.2022)           | Maciek Adamczak                             |
| 2022 | Jestem pojebany                       | Mac Adamczak e Mariusz Stykała              |
| 2023 | Młody Paderewski                      | Kuba Wójcik e Nikodem Marek                 |
| 2023 | Giewont                               | Enzym, Siematuhari e Mariusz Stykała        |
| 2024 | 1 na 100 (con White 2115)             | Hien Dinh Ngoc                              |
| 2024 | Falochrony (con Roxie Węgiel)         | Hien Dinh Ngoc                              |
| 2024 | Lloret de Mar                         | Andiamo                                     |
| 2025 | Up! Up! Up!                           | Leon Korzyński e Michał Niedźwiedzki        |
| 2025 | To tylko wiosna (con Maryla Rodowicz) | Mariusz Stykała e Michał Enzym Niedźwiedzki |